# Jean-Bernard Pouy

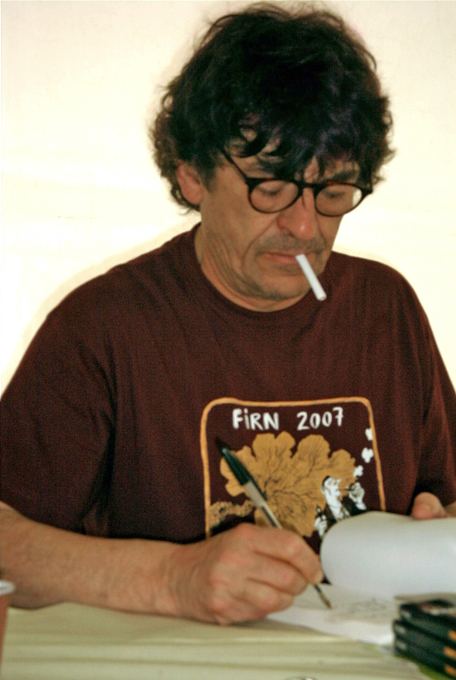
Jean-Bernard Pouy (2007)

Jean-Bernard Pouy (* 2. Januar 1946 in Paris) ist ein französischer Schriftsteller.

## Leben und Wirken
Pouy wurde mit zahlreichen Literaturpreisen ausgezeichnet und schreibt unter anderem für die Série Noire im französischen Fernsehen. Für den Roman La vie duraille benutzte er das Kollektivypseudonym J. B. Nacray. Pouy ist Autor von mehr als 50 Werken (zumeist Krimis).

## Auszeichnungen
- 1986: Grand Prix de la Ville de Reims
- 1989: Prix Polar
- 1992: Trophée 813 du meilleur roman
- 1993: Prix Mystère de la critique für La Belle de Fontenay
- 1996: Prix Paul Féval
- 1999: Prix Polar Michel Lebrun für Larchmutz 5632

## Werke (Auswahl)
- La Vie Duraille. Fleuve noir, Paris 1997, ISBN 2-265-06195-6 (EA 1985)
  - Übers. Stefan Linster: Machtspiele. rororo Thriller. Rowohlt, Reinbek 1990 ISBN 3-499-42961-6
- Le Cinéma de papa. Gallimard, Paris 1989
  - Übers. Karin Schulze: Sprengsatz aus der Vergangenheit. rororo Thriller. Rowohlt, Reinbek 1991 ISBN 3-499-43021-5
- La Belle de Fontenay. Gallimard, Paris 1999 ISBN 2-07-040840-X (EA 1992)
  - Übers. Stefan Linster: Die Schöne von Fontenay. Distel, Heilbronn 2001 ISBN 3-923208-48-0
- Larchmutz 5632. Gallimard, Paris 1999 ISBN 2-07-041711-5
  - Übers. Stefan Linster, Barbara Neeb: Larchmütz 5632. Distel, Heilbronn 2001 ISBN 3-923208-45-6
- H4blues. Gallimard, Paris 2003 ISBN 2-07-042629-7
  - Übers. Stefan Linster: H4Blues. Distel, Heilbronn 2004 ISBN 3-923208-73-1
- Übers. Stefan Rodecurt: 54 x 13. Die Tour de France nach Jean-Bernard Pouy. Egoth, Wien 2017

## Filmographie
- 1987: Die Strich-Academy (Les keufs)
- 1994: Flucht nach Biarritz (Arrêt d’urgence)
- 2006: Renaissance
- 2009: Schießen Sie auf den Weinhändler (Tirez sur le caviste)